# Hirsaui Boldog Vilmos
Hirsaui Boldog Vilmos (1030 körül – Hirsau-apátság, 1091. július 5.) szentként tisztelt bencés apát.

## Élete
Gyermek és ifjúkoráról nem maradtak feljegyzések. Tanulmányait feltételezhetően a regensburgi Szent Emmeram apátságban végezte el. Feljegyezték róla, hogy kiváló volt tanulmányai végzésében, különösen a filozófiában, csillagászatban, valamint a zene területén. Feltalált egy csillagászati napórát, mely ma is látható a rengensburgi apátságban, valamint fejlesztéseket végzett a fuvolán.
1069. május 28-án vette át a hirsaui apátság apáti tisztségét, mivel elődjét Fredericket - véleménye szerint igazságtalanul - leváltották. Az apáti benedikációt nem volt hajlandó elfogadni egészen elődje haláláig 1071-ig. Az első, amit Vilmos megkövetelt, a kolostornak a világi hatalmaktól való teljes szabadsága volt. Ezt IV. Henrik német-római császár csak hosszas ellenkezés után 1075-ben volt hajlandó elfogadni.
1075-ben Vilmos Rómába utazott, hogy ugyanezt a szabadságot a pápaság oldaláról is elérje. Ezzel belekeveredett az invesztitúraharc küzdelmeibe. Vilmos egyértelműen elköteleződött amellett, hogy a magasabb tisztségekre való kinevezéseknél elsősorban a személyes érettséget, s ne az anyagi állapotot vegyék figyelembe. Ezzel sok ellenséget szerzett magának. 1077. nyarán az apátság befogadta Rudolf német ellenkirályt, s ez a kolostort komolyan veszélyeztette. Vilmosra tekintettel IV. Henrik német-római császár nem indított támadást addig ellenfele ellen, amíg az az apátság területén tartózkodott.

## Hirsau-i reform
A szerzetesség-történet jelentős személye Hirsaui Boldog Vilmos, mivel átvette és továbbfejlesztette a Clunyi Szent Hugó által bevezetett reformot. A reform egyik lényeges pontja a világi gyámkodástól való mentesség volt. Addig az apátválasztásba a környékbeli civil hívők is beleszólhattak, az általa bevezetett reform után ez a szerzetesek joga lett. 
Laikus testvérek rendszerének kialakítását, a harmadrendszerű oblátus intézmény kialakítását és alkalmas igehirdetők kiképzését tekintette fontos feladatának. A hirsaui reform sikerét jelzi, hogy húsz éven belül több mint harminc új alapítás következett, s összesen száznál több kolostor vette át a hirsaui reformot.

## Halála és kanonizációja
Vilmos által épített Szent Péter és Pál bazilika 1091-es felszentelése után tizenegy héttel Vilmos meghalt. Utolsó szavaival úgy vélekedett, hogy aki egész életében Istent szolgálja, annak a halál csak csere, mivel a földi életet a mennyeire cseréli. 1091. július 5-én halt meg. Hivatalosan nem került sor kanonizációjára, de szinte azonnal szentként kezdték el tisztelni, s ezt a gyakorlatot az egyház jóváhagyta.

## Fordítás
- Ez a szócikk részben vagy egészben  a   William of Hirsau című angol Wikipédia-szócikk fordításán alapul.  Az eredeti cikk szerkesztőit annak laptörténete sorolja fel. Ez a jelzés csupán a megfogalmazás eredetét és a szerzői jogokat jelzi, nem szolgál a cikkben szereplő információk forrásmegjelöléseként.